# Gaia Afrania
Gaia Afrania (Ier siècle av. J.-C.) est l'épouse du sénateur Licinius Buccio. 

## Biographie
Gaia Afrania est née dans une vieille famille plébéienne, la gens Afrania. Elle vit pendant la période chaotique de l'effondrement de la République, mourant en 48 avant JC. Elle intente souvent des poursuites devant les tribunaux,. Peut-être sœur de Lucius Afranius, consul en 60, elle plaide toujours elle-même devant le préteur au lieu d'attendre que les membres masculins de sa famille la défendent,, donnant ainsi lieu à la publication de l'édit qui interdit à toutes les femmes de postuler,. Le récit de Valerius Maximus indique qu'elle a réussi à plaider ses causes, bien qu'il ait vu cela d'un mauvais œil. Ulpian explique qu'Afrania est la cause de l'édit, affirmant qu'il est destiné à empêcher les femmes de s'impliquer dans les affaires juridiques des autres. Il estime que c'est trop impudique pour les femmes et que c'est un devoir pour les hommes. 

## Mention dans la culture populaire
Gaia Afrania est présente dans le jeu Assassin's Creed Origins.

## Voir également
- Gens Afrania